# Phorocera setigera
Phorocera setigera là một loài ruồi trong họ Tachinidae.